# Paul Kossoff
Paul Kossoff, född 14 september 1950 i Hampstead, London, död 19 mars 1976 i var en brittisk gitarrist, känd som medgrundare och gitarrist i bandet Free.